# 아리아케 테니스의 숲 공원

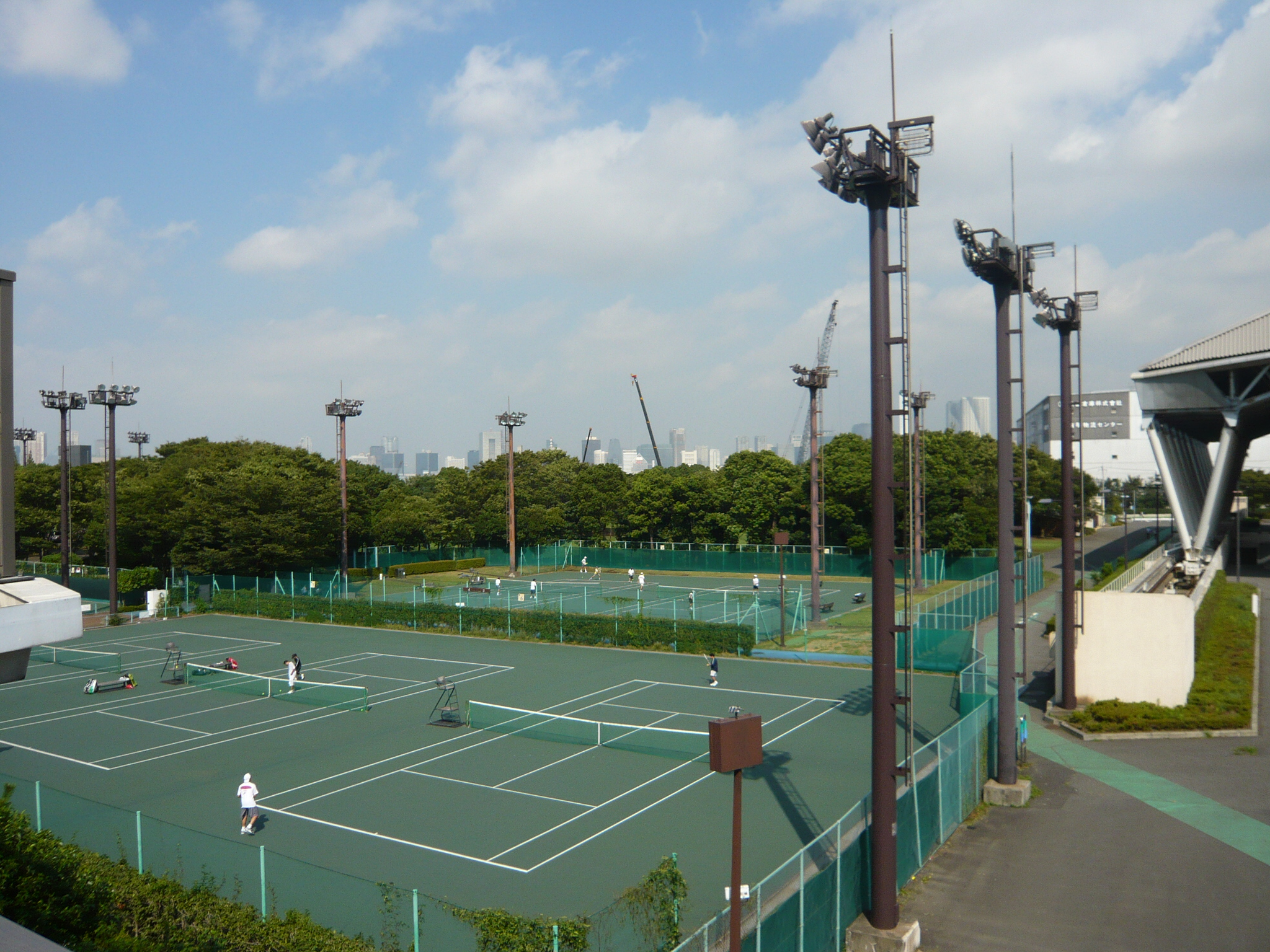
공원 내 테니스 코트

아리아케 테니스의 숲 공원(일본어: 有明テニスの森公園)은 일본 도쿄도 고토구 아리아케 니초메에 있는 도립 공원이다. 니노노메 골프장 부지에 1983년 5월 14일 개원하였다. 개원 면적은 약 163,382.382이다.
2020년 하계 올림픽에서 테니스 경기장으로 사용될 예정이기 때문에, 공원 시설의 리노베이션을 포함한 대규모 정비 사업을 계획하고 있다.